# Non-Cooperative Countries and Territories
Die Non-Cooperative Countries and Territories (Abkürzung NCCT) ist eine Länderliste, die von der Financial Action Task Force on Money Laundering (FATF) geführt wird. Aufgeführt sind Länder, deren Gesetzgebung zur Bekämpfung der Geldwäsche und Terrorismusfinanzierung nicht den anerkannten Standards entspricht.
Diese Schwarze Liste ist öffentlich und Mittel einer Politik des name and shame.
Im ersten Bericht der FATF wurden im Februar 2000 die wünschenswerten Standards, Kriterien und Gegenmaßnahmen auf legislativer und Verwaltungsebene festgelegt, um den Missbrauch legaler Finanzströme zum Zweck der Geldwäsche zu identifizieren und zu unterbinden.
Wesentlicher jedoch ist, dass die Kreditinstitute der OECD-Mitgliedstaaten verpflichtet sind, Transaktionen in und Geschäfte mit diesen Ländern gesondert zu überwachen (Know your customer).
In der Europäischen Union gilt hierzu seit 2015 die Geldtransfer-Verordnung VO (EU) 2015/847; die Vorgängerregelung von Januar 2007 bis 2015 war die Verordnung (EG) Nr. 1781/2006 (Geldtransferverordnung). 

## Länder
Im ersten Ergänzungsbericht der FATF wurden im Juni 2000 folgende Staaten auf die Liste der nicht-kooperativen Länder und Territorien gesetzt:
- Antigua und Barbuda
- Bahamas
- Belize
- Bermuda
- Britische Jungferninseln
- Kaimaninseln (Britisches Überseegebiet)
- Cookinseln
- Dominikanische Republik
- Gibraltar, Guernsey, Isle of Man und Jersey
- Israel
- Libanon
- Liechtenstein
- Malta
- Marshallinseln
- Mauritius
- Monaco
- Nauru
- Niue
- Panama
- Philippinen
- Russland
- Samoa
- St. Kitts und Nevis
- St. Lucia
- St. Vincent und die Grenadinen
- Zypern

Die Liste wird jährlich überprüft und um weitere Länder ergänzt. Länder mit relevanten Fortschritten in der Gesetzgebung werden von der Liste gelöscht.
Im Bericht vom 22. Juni 2001 wurden die folgenden Länder aus der List gelöscht:
- Bahamas
- Cayman Islands
- Liechtenstein
- Panama

Im Bericht vom 25. Februar 2009 wurde die Liste beispielsweise um folgende Länder erweitert:
- Iran
- Pakistan
- Turkmenistan
- Usbekistan
- São Tomé und Príncipe

Das Dokument von Oktober 2016 nennt ergänzend:
- Afghanistan
- Bosnien und Herzegowina
- Irak
- Laos
- Syrien
- Uganda
- Vanuatu
- Jemen

Guyana hingegen wurde im Oktober 2016 von der Liste gelöscht.

## Beispiele erfolgreicher Reformen nach Nennung auf der Liste
Im Jahr 2000 befanden sich auch die Philippinen auf dieser Liste und wurde als „unkooperativer Staat“ bezeichnet. Zur Vermeidung von formellen Sanktionen und zur Streichung von der „Schwarzen Liste“ der FATF bemühte sich die Zentralbank Bangko Sentral ng Pilipinas um ein Gesetzgebungsverfahren, welches zur Strafbarkeit von Geldwäsche und zur Einrichtung einer Anti-Geldwäsche-Behörde, die von der FATF gefordert wurde, einzuleiten. Dieses Gesetzgebungsverfahren gestaltete sich im Kongress jedoch als schwierig, da einige Abgeordnete der Zentralbank Amtsmissbrauch zur Ausspähung privater Bankkonten vorwarfen. Dabei wurde wohl auch befürchtet, dass dadurch die Geldwäsche illegal erworbener Vermögen durch Banken aufgedeckt würde. Diese Debatte dauerte nahezu ein Jahr lang an. Schließlich kam es im September 2001 zur Verabschiedung des Anti-Money Laundering Act, der unter anderem die Einrichtung eines Anti-Geldwäsche-Rates (Anti-Money Laundering Council) unter der Leitung der Zentralbank und der Börsenaufsichtsbehörde für die Kontrolle des Wertpapierhandels (SEC) vorsah. In den beiden folgenden Jahren wurden diese Gesetze ausgeweitet, bis die Philippinen Anfang 2005 schließlich von der „Schwarzen Liste“ der FATF gestrichen wurden.
Auch Nigeria befand sich im Jahr 2000 noch auf der „Schwarzen Liste“. Dies führte 2002 zur Gründung der Economic and Financial Crimes Commission (Kommission für Wirtschafts- und Finanzkriminalität) und das Land wurde am 23. Juni 2006 von der Liste gestrichen.